# NGC 7444
NGC 7444 (другие обозначения — PGC 70219, MCG -2-58-16) — линзообразная галактика (S0) в созвездии Водолей.
Этот объект входит в число перечисленных в оригинальной редакции «Нового общего каталога».